# 兵庫県道336号東富松御願塚線
兵庫県道336号東富松御願塚線（ひょうごけんどう336ごう ひがしとまつごがづかせん）は、兵庫県尼崎市から伊丹市に至る一般県道である。

## 概要
尼崎市富松町1丁目から伊丹市南町4丁目に至る。
尼崎市富松町3丁目付近の一部と伊丹市安堂寺町6丁目付近以東が2車線となっている。住宅街や農地を横切るルートとなっており、特に尼崎市内の1車線区間は沿線周辺の幼稚園や小・中学校への通学路として用いられる生活道路としての色合いが強い。

### 路線データ
- 起点：尼崎市富松町1丁目
- 終点：伊丹市南町4丁目（南町4交差点、兵庫県道13号尼崎池田線交点、大阪府道・兵庫県道41号大阪伊丹線終点）
- 総延長：2.748 km

## 地理

### 通過する自治体
- 尼崎市
- 伊丹市

### 交差する道路
| 交差する道路                                            | 市町村名 | 交差する場所  | 交差する場所        |
| ------------------------------------------------------- | -------- | ------------- | ------------------- |
| 兵庫県道・大阪府道606号西宮豊中線                       | 尼崎市   | 富松町3丁目   | 富松町3交差点       |
| 兵庫県道142号米谷昆陽尼崎線                             | 尼崎市   | 安堂寺町1丁目 | 安堂寺交差点        |
| 兵庫県道332号山本伊丹線                                 | 伊丹市   | 稲野町7丁目   | 稲野町7丁目北交差点 |
| 兵庫県道13号尼崎池田線 大阪府道・兵庫県道41号大阪伊丹線 | 伊丹市   | 南町4丁目     | 南町4交差点 / 終点  |

### 交差する鉄道
- 阪急伊丹線

### 沿線
- 御願塚古墳
- 公立学校共済組合近畿中央病院
- 尼崎市立塚口中学校
- 伊丹市立生涯学習センター（ラスタホール）
- 阪急伊丹線 稲野駅
- キユーピー伊丹工場
- 兵庫県立尼崎稲園高等学校
- JR西日本福知山線 猪名寺駅